# Lake Katherine (Neuseeland)
Der Lake Katherine ist ein See im Southland District der Region Southland auf der Südinsel auf der Südinsel von Neuseeland.

## Namensherkunft
Der See wurde von Richard Henry im Jahr 1889 entdeckt, als er einen Weg zum Te Houhou / George Sound fand. Er benannte den See nach Katherine Alice Melland, der Ehefrau von Edward Melland, bei dem er auf der Te Anau Downs Station angestellt war. Später wurde Henry Verwalter von Resolution Island.

## Geographie
Der Lake Katherine befindet sich zwischen den Marguerite Peaks im Südosten und dem Te Houhou / George Sound im Nordnordwesten. Der längliche See befindet sich auf eine Höhe von 215 m und erstreckt sich über eine Länge von rund 970 m in Ost-West-Richtung. An der breitesten Stelle misst der See rund 370 m. Sein Flächenausdehnung beträgt bei einem Seeumfang von rund 2,68 km rund 26,6 Hektar.
Gespeist wird der Lake Katherine vom von Osten kommenden Katherine Creek, der den See an seiner nordwestlichen Seite auch wieder verlässt.

## Wanderweg
An der Ostseite sowie an der Südseite des Sees verläuft der Wanderweg der George Sound Route, die an der George Sound Hut am Te Houhou / George Sound beginnt und entlang des Katherine Creek über den Henry Pass, dann weiter durch das Tal des Rugged Burn und entlang des Wapiti River und dem Lake Thomson zum Lake Hankinson führt.